# Cryptic Studios
Cryptic Studios est un studio de développement de jeux vidéo américain fondé en 2000.

## Ludographie
- City of Heroes (2004)
  - City of Villains (2005)
  - City of Heroes: Going Rogue (2010)
- Champions Online (2009)
- Star Trek Online (2010)
- Neverwinter (2013)